# Emigranten
Emigranten (originaltitel: A Ship Comes In) er en amerikansk Stumfilm, der fortæller historien om emigranter der kommer til USA. 
Filmen har Rudolph Schildkraut, Louise Dresser, Milton Holmes, Linda Landi, og Fritz Feld på rollelisten.
Filmen blev skrevet af Julien Josephson, John W. Krafft and Sonya Levien. Den blev instrueret af William K. Howard. 
Den var nomineret til en Oscar for bedste kvindelige hovedrolle (Louise Dresser).